# 雞籠嶼 (澎湖)
雞籠嶼，為了與位於澎湖縣白沙鄉講美村的同縣同名島嶼雞頭嶼（舊名亦為雞籠嶼）區隔，又稱南雞籠嶼，因島嶼形似雞籠而得名。為台灣澎湖縣馬公市的一個無人島，面積約0.0243平方公里。島嶼位置在風櫃里西方800公尺處，最高處約高27公尺。